# Aquarium (Band)
Aquarium (russisch Аквариум, transkribiert Akwarium) ist eine russische Rockgruppe, die 1972 von Boris Grebenschtschikow, damals Student der Angewandten Mathematik an der Leningrader Staatsuniversität, und Anatoli „George“ Gunizki, damals ein Dramatiker und Dichter im Stile der Absurdität, gegründet wurde. Als Pioniere des Perestroika-Rock gelten sie, zusammen mit den Bands Kino und DDT, als bedeutende Exponenten der neueren russischen Rockmusik.

## Geschichte
Während der 1970er und der frühen 1980er Jahre war Rock ’n’ Roll in der Sowjetunion verboten, lediglich einige wenige staatsnahe Künstler bildeten hierbei eine Ausnahme, weshalb Aquarium-Konzerte für gewöhnlich in privaten Wohnungen stattfanden und zumeist „unplugged“ gespielt wurden, um nicht von hellhörigen Nachbarn verraten zu werden sowie aus technischen Gründen. Konzerte dieser Art waren für die Undergroundszene der Sowjetunion in dieser Zeit typisch. Der begrenzte Platz schuf zwischen Band und Zuhörerschaft eine intime Atmosphäre, in der mit angehaltenem Atem gelauscht wurde. Aufnahmen wurden wenn dann mithilfe eines einfachen Kassettenrekorders getätigt. Diesbezüglich bestand eine Ähnlichkeit zum Konzept der russischen Barden, wenngleich Aquarium weit stärker von westlicher Musik beeinflusst waren, insbesondere von den Beatles, Bob Dylan, David Bowie, Roxy Music, Prog-Rock-Bands wie Jethro Tull, King Crimson und auch Reggae, was zur Folge hatte, dass ihre Kompositionen musikalisch komplexer waren und ihre Texte ein breites Spektrum an Themen umfasste, wobei sich unter anderem auch Grebenschtschikows Belesenheit in Sachen keltischer und indischer Kultur zeigte.
Bis 1987 nahmen Aquarium, deren Mitglieder teilweise ingenieurstechnische Ausbildung genossen hatten, all ihre Alben in einem selbstaufgebauten Undergroundstudio auf, das sie als „Klub junger Techniker“ tarnten, für die Aufnahmen des 1983er Albums Radio Afrika benutzten sie heimlich ein mobiles Studio der Regierung, nachdem sie einen Techniker bestochen hatten. Trotz dieser widrigen Umstände war die Aufnahmequalität ihrer Alben relativ hoch, die von 1980 bis 1987 erschienenen Alben gelten in Fachkreisen als ihre besten.
Im Zuge der 1985 von Michail Gorbatschow eingeführten Glasnost traten viele russische Untergrundmusiker an die Öffentlichkeit, wobei Aquarium zu einer der beliebtesten Musikgruppen wurde. Ihnen war nun gestattet in großen Konzerthallen zu spielen, sie erschienen in den Programmen staatlicher Fernsehsender und trugen zu Soundtracks mehrerer Filme bei, wie etwa „Assa“ aus dem Jahr 1988. 1987 folgte die Aufnahme eines ersten Albums (Rawnodenstwije) für das staatliche Plattenlabel Melodija (Мелодия), das in der Sowjetunion – veröffentlicht mit einem offiziellen Backing-Katalog und legalisiertem Vertrieb – ein großer Erfolg wurde und sich innerhalb weniger Monate über eine Million Mal verkaufte. Dieses Album war jedoch gleichzeitig das letzte in Originalbesetzung, die Band brach danach rasch auseinander.
Nach dem Split veröffentlichte Grebenschtschikow zwei Alben in englischer Sprache („Radio Silence“ und das erst später halboffiziell veröffentlichte „Radio London“) und ging mit diversen Backup-Bands auf Tournee. 1991, nach dem Zusammenbruch der Sowjetunion, veröffentlichte er unter dem Namen „BG-Band“ das Russki Albom (dt. Russisches Album), eine Zusammenstellung melancholischer Volkslieder, die von seinen Reisen durch ganz Russland geprägt waren und seine russischen Wurzeln hervorhoben. Mit dieser Band veröffentlichte er weitere Alben, tourte ausgiebig durch die gesamte ehemalige Sowjetunion und Osteuropa und trat auch vor Gemeinschaften russischer Immigranten in Deutschland, Israel und den Vereinigten Staaten auf.
Obwohl Aquarium besonders von traditionellen Fans aufgrund der Entfernung von ihrem ursprünglichen Stil und andauernder Besetzungswechsel kritisiert wurden, erfreut sich die Gruppe in Russland bis heute noch großer Erfolge, sowohl alte als auch neue Lieder erreichen ein hohes Airplay, die Alben verkaufen sich gut und die Gruppe geht immer noch auf Tour.
Nach den Torf- und Waldbränden vom Sommer 2010 spendete die Gruppe 60 Prozent vom Download-Verkauf ihres digital neu aufbereiteten Albums „Nascha schisn s totschki srenija derewjew“ („Unser Leben aus Sicht der Bäume“) mit Live-Aufnahmen von 1987 für die Opfer dieser Feuer.
Im Jahr 2017 sammelte die Jabloko Unterschriften für einen Rückzug der russischen Truppen aus Syrien unter dem Namen „Lass uns nach Hause gehen“, einer Aussage aus dem Song This Train’s on Fire von Aquarium.

## Besetzung
Die Besetzung von Aquarium unterliegt einer starken Fluktuation, was in den Augen vieler Fans die Band zu einem Soloprojekt Grebenschtschikows macht.

## Diskografie

### Aquarium (Alben)
- 1981: Sini Albom (Синий альбом, dt.: „Blaues Album“)
- 1981: Treugolnik (Треугольник, dt.: „Dreieck“)
- 1981: Elektritschestwo. Istorija Akwariuma – Tom 2 (Электричество. История Аквариума – Том 2; dt.: Elektrizität. Aquariums Geschichte – Band 2)
- 1982: Akustika. Istorija Akwariuma – Tom 1 (Акустика. История Аквариума – Том 1; dt.: Akustik. Aquariums Geschichte – Band 1)
- 1982: Tabu (Табу)
- 1983: Radio Afrika (Радио Африка)
- 1984: Ichtiologija (Ихтиология, dt.: „Ichthyologie“)
- 1984: Den Serebra (День Серебра, dt.: „Tag des Silbers“)
- 1985: Deti Dekabrja (Дети Декабря, dt.: „Dezemberkinder“)
- 1986: Desjat strel (Десять стрел, dt.: „Zehn Pfeile“)
- 1987: Rawnodenstwije (Равноденствие, dt.: „Tagundnachtgleiche“)
- 1987: Assa
- 1990: Tschjornaja rosa – emblema petschali, krasnaja rosa – emblema ljubwi (Чёрная роза – эмблема печали, красная роза – эмблема любви, dt.: „Schwarze Rose – Emblem der Traurigkeit, Rote Rose – Emblem der Liebe“)
- 1990: Dom pod swjosdnym nebom (Дом под звёздным небом, dt.: „Haus unterm Sternenhimmel“) – FIRST RELEASED IN 2000 UNDER NAME „Сделано на Мосфильме“, (eng.: Made On Mosfilm;)
- 1991: Archiw. Istorija Akwariuma – Tom 3 (Архив. История Аквариума – Том 3; dt.: Archiv. Aquariums Geschichte – Band 3)
- 1993: Biblioteka Wawilona. Istorija Akwariuma – Tom 4 (Библиотека Вавилона. История Аквариума – Том 4; dt.: Die Bibliothek von Babylon. Aquariums Geschichte – Band 4)
- 1993: Ljubimye Pesni Ramsesa IV (Любимые Песни Рамзеса IV, dt.: „Lieblingslieder Ramses' IV.“)
- 1994: Peski Peterburga (Пески Петербурга, dt.: „Die Sande von Petersburg“)
- 1994: Kostroma mon amour (Кострома Mon Amour)
- 1995: Nawigator (Навигатор, dt.: „Navigator“)
- 1996: Sneschny Lew (Снежный Лев, dt.: „Schneelöwe“)
- 1997: Giperboreja (Гиперборея, dt.: „Hyperborea“)
- 1997: Bardo (Aquarium inkognito als Russko-Abissinski Orkestr, dt. Russisch-Abessinisches Orchester)
- 1998: Kunstkamera (Кунсткамера, dt.: „Kunstkammer“)
- 1999: Ψ („Psi“)
- 2000: Pjatiugolny Grech (Пятиугольный грех, dt. „Fünfeckige Sünde“; Aquarium inkognito als Terrarium)
- 2000: Territorija (Территория, dt.: „Territorium“; Kompilation)
- 2002: Sestra Chaos (Сестра Хаос, dt.: „Schwester Chaos“)
- 2003: Pesni Rybaka (Песни рыбака, dt.: „Fischerlieder“)
- 2003: 50 BG (50 БГ)
- 2005: ZOOM ZOOM ZOOM
- 2006: Bespetschny Russki Brodjaga (Беспечный русский бродяга, dt.: „Sorgloser russischer Vagabund“)
- 2008: Loschad Belaja (Лошадь белая, dt.: „Weißes Pferd“)
- 2009: Puschkinskaja, 10 (Пушкинская, 10; dt.: „Puschkinstraße 10“)
- 2010: Nascha schisn s totschki srenija derewjew (Наша жизнь с точки зрения деревьев; dt. „Unser Leben aus Sicht der Bäume“)
- 2011: Archangelsk (Архангельск; dt. „Archangelsk“)
- 2013: Аквариум плюс (Å+)
- 2020: Top
- 2022: Дом Всех Святых

### Aquarium (EPs)
- 2016: Песни Нелюбимых
- 2017: Двери Травы

### Aquarium (Singles)
- 1982: 25 К 10
- 1983: Рок-Н-Ролл Мертв
- 1986: 212-85-06
- 1986: Город
- 1988: Поезд В Огне
- 2003: Человек Из Кемерова
- 2006: Стаканы
- 2006: Мама Я Не Могу Больше Пить

### Boris Grebenshikov (Solo-Alben) – Борис Гребенщиков (bekannt als BG/БГ)
- 1989: Radio Silence
- 1990: Radio London
- 1991: Russki Albom (Русский Альбом, dt.: „Russisches Album“)
- 1993: Pisma kapitana Woronina (Письма капитана Воронина, dt.: „Kapitän Wowronins Briefe“)
- 1994: Pesni Alexandra Wertinskogo (Песни Александра Вертинского, dt.: „Alexander Wertinskis Lieder“)
- 1994: Saduschewnye Pesni (Задушевные песни, dt. etwa „Gefühlvolle Lieder“; /BG+Kwartet Anny Kareninoy/, dt. Anna-Karenina-Quartett)
- 1996: Tschubtschik (Чубчик)
- 1997: Lilit (Лилит)
- 1998: Прибежище / БГ+Gabrielle Roth & The Mirrors
- 1998: Борис Гребенщиков и Deadушки / БГ+Deadушки
- 1998: Молитва и пост
- 1999: Песни Булата Окуджавы
- 2002: Переправа / BG+Gabrielle Roth & The Mirrors
- 2004: Без слов
- 2014: Соль
- 2018: Время N
- 2020: Знак Огня
- 2020: Услышь Меня, Хорошая
- 2022: Песни Бардов

### Boris Grebenshikov (EPs)
- 2023: Songs Of Clear Light
- 2023: Богрукиног
- 2024: Новый Шелковый Путь
- 2024: Square Root Sun
- 2024: Pictures Of You

### Boris Grebenshikov (Singles)
- 1992: Никита Рязанский
- 2014: Saraswati (mit Krishna Das)
- 2018: Время N
- 2020: Вон Вавилон